# バハイ信教
バハイ信教（バハイしんきょう）とは、19世紀に創始された宗教であり、すべての宗教の本質的な価値とすべての人々の一体性を説く。
バハオラによって創始され、当初はイランと中東の一部で発展したが、創始以来、継続的な迫害に直面している。この宗教の信者は500万人から800万人と推定され、バハイとして知られ、世界のほとんどの国と地域に広がっている。

## 解説
バハイ信教には三人の中心人物がいる。異端として処刑されたバブ（1819-1850）は、イエスやムハンマドに似た預言者が間もなく現れると説いた。バハオラ（1817-1892）は、1863年に自身がその預言者であると主張し、追放と投獄の両方に耐えなければならなかった。その息子であるアブドル・バハ（1844-1921）は、1908年に監禁から解放された後、ヨーロッパとアメリカにバハオラの教えを広めるための旅を行った。1921年にアブドル・バハが死去した後、バハイ信教の指導者の地位は彼の孫のショーギ・エフェンディ（1897-1957）に移った。バハイは毎年、宗教の諸事を管理する地方、地域、および国の精神行政会を選出し、5年ごとに万国正義院の選挙が行われる。万国正義院とは、バブの廟の近くの、イスラエルのハイファに所在する、9人のメンバーによって構成される、世界全体のバハイ共同体を治める機構である。
バハイの教えによれば、宗教は、人類の歴史を通して、主要な世界宗教の創始者である「神の顕示者」たちを通して、唯一の神によって整然と累進的な方法で啓示される。ブッダ、イエス、ムハンマドは、バブやバハオラより前に現れた最近の顕示者として記されている。バハイ信教は、世界の主要な宗教は基本的に目的において統一されているが、社会的な実践や解釈の点では異なっていると考えている。バハイ信教は、その中心的な教えとしてすべての人々の一体性を強調し、人種差別、性差別、ナショナリズムの概念を明確に否定している。バハイの教えの中心にあるのは、すべての国、人種、信条、階級の繁栄を保証する統一された世界秩序の目標である。
バハオラによる手紙や書簡、彼の息子のアブドル・バハによる書物や講話は、バハイの聖典の正典として収集され、整理されている。このコレクションには、バハオラの先駆者とされるバブの聖典も含まれている。バハイ文献の中で著名なものは、『アグダスの書』（最も聖なる書）『ケタベ・イガン』（確信の書）『質疑応答集』『夜明けを告げる人々』である。

## 語源の説明
「バハイ (بهائی)」という単語は、バハイ信教を指す形容詞として、またはバハオラの信者を指す用語として使用される。宗教の正式名称はバハイ信教であり、バハイでもバハイスムでもない（後者はかつて学者の間で一般的であったが、バハイ信教では蔑称とみなされている）:xiii。アラビア語の「バハ (بهاء)」に由来し、これはバハオラが自身の名前として選んだ言葉であり、神の「栄光」や「輝き」を意味する。英語では一般的に「bə-HYE (/bəˈhaɪ/)」と発音されるが、アラビア語のより正確な表記は「bə-HAH-ee (/bəˈhɑːʔiː/)」である。
文字の上のアクセント記号は長母音を表し、1923年にバハイによって採用されたアラビア文字とペルシア文字の音訳システムに由来し、それ以来、ほぼすべてのバハイの出版物で使用されている。バハイは英語で記述する際、Baháʼi、Báb、Baháʼu'lláh、ʻAbdu'l-Baháの正書法を好む。アクセント記号が使用できない場合は、Bahai、Bahaʼi、Bahaullahareが使用されることが多い。

## 信条
バハオラの教えはバハイの信仰の基礎を形成している。これらの教えの中心となるのは三つの原則であり、それはすなわり、神の一体性、宗教の一体性、人類の一体性である。バハイは、神が定期的に聖なる使者を通して自身の意志を明らかにすると信じており、その目的は人類の性格を変革し、使者の呼びかけに応える人々の中に道徳的、精神的な資質を発展させることである。宗教はこのように、秩序があり、統一され、時代から時代へと進歩していくと考えられている。

### 神
バハイの書物では、宇宙の万物の創造主である、唯一の存在であり、人格的で、近づくことはできない、全知にして遍在する、不滅で、全能の神について記述している。神と宇宙の存在は永遠であり、始まりも終わりもないと考えられている。神には直接到達することはできないが、創造を意識し、意志と目的を持ち、それは神の顕示者と呼ばれる使者たちを通して表現されると考えられている。バハイの神の概念は、すべての存在の源であり、人間の美徳の知覚を通して知られている「知ることのできない本質」である。別の意味では、神についてのバハイの教えも汎神論的であり、すべてのものに神の兆候を見ているが、神の現実は高貴であり、物理的な世界を超えている。
バハイの教えは、神は人間が完全に理解するにはあまりにも偉大であり、それらに基づいて、人間は自分自身で神の完全で正確なイメージを創り出すことはできないと述べている。そのため、神に対する人間の理解は、顕示者の人格を認識し、顕示者を介して示される神の啓示を理解することによって達成される。バハイ信教では、神はしばしば称号や属性（たとえば、「力に満ち給う御方」、「すべてを愛する御方」など）によって言及され、一神教にかなりの重点が置かれている。バハイの教えでは、これらの属性は神に直接適用されるものではなく、神性を人間的な言葉に翻訳し、人々が神を礼拝する際に自身の属性に集中し、精神的な道における潜在能力を発展させるのを助けるために使用されるとしている。バハイの教えによれば、人間の目的は、祈り、内省し、他者への奉仕などの方法を通して神を知り、神を愛することを学ぶことである。

### 宗教
累進的な宗教的啓示についてのバハイの観念は、世界のよく知られた宗教の妥当性を受け入れることに帰結し、その創始者や中心的人物が神の顕示者とみなされる。宗教の歴史は一連の制度として解釈され、各顕示者はより広範で高度な啓示をもたらし、それは聖典のテキストとして表現され、多かれ少なかれ信頼性をもって歴史を通して受け継がれるが、少なくとも本質的には真実であり、それが表現された時代と場所に適している。特定の宗教的な社会的教え（たとえば、祈る際の方向性や食事制限）は、その時代と場所により適切な要件が確立されるように、後の顕示者によって取り消されることがある。逆に、ある種の一般的な原則（たとえば、隣人愛や慈愛）は普遍的で一貫していると考えられている。バハイの信念では、この累進的な啓示のプロセスは終わらない。バハイは、バハオラの啓示から1,000年以内に神の新たな顕示者が現れるとは予期していない。
バハイは、自分たちの宗教は独自の聖典と法を持つ、他とは明確に異なる系統であり、他の宗教の宗派ではないと主張している。この宗教は当初、その起源からイスラム教の宗派と見られていた。現在ではほとんどの宗教専門家が独立した宗教とみなしており、シーア派イスラム教におけるその宗教的背景は、キリスト教が確立されたユダヤ教の文脈と類似しているとみなされている。バハイは、自分たちの信仰を独立した世界宗教と表現しており、その相対的な年齢と現代的な文脈において他の系統とは異なっている。

### 人間
バハイの書物は、人間には「理性的な魂」があり、それが神の地位と、その創造主と人間の間の関係を認識する独特な能力を人類に与えていると述べている。あらゆる人間は、神の顕示者を通して神を認め、顕示者がもたらした教えに従う義務があるとされる。認識と服従、人類への奉仕、定期的な祈りと精神的な実践を通して、魂は、バハイの信念における精神的理想である神に近づくとバハイの書物は述べている。バハイの信念によると、人間が死ぬと魂は肉体から永久に切り離され、肉体世界での行動に基づいて判断される次の世で生き続ける。天国と地獄は、現世と来世における関係を表す、神に近いか遠いかの精神的状態であり、死後に達成される報酬と罰の物理的な場所ではないと教えられている。
バハイの書物は、人間の本質的平等と偏見の廃止を強調している。人類は、非常に多様ではあるが、本質的には一つであると見なされており、人種や文化の多様性は、感謝し受け入れる価値があるものと見なされている。人種差別、ナショナリズム、カースト、社会階級、ジェンダーに基づくヒエラルキーの教義は、和合への人為的な障害と見なされている。バハイの教えは、人類の統合が現在の世界の宗教的・政治的状況における最重要課題であると述べている。

### 社会的原則
1911年から1912年にかけて、アブドル・バハが初めてヨーロッパとアメリカを旅したとき、彼はバハイ信教の基本原則を明確にする公の講演を行った。これらは男女平等、人種の一体性、世界平和の必要性、その他20世紀初頭の進歩的な思想についての教えを説くことを含んでいた。バハイの教えの出版された要約には、これらの原則のリストが含まれていることが多く、リストは言葉遣いや含まれている内容によって様々である。
バハイによって古くからの真理とみなされる人類の一体性の概念は、多くの考えの出発点である。たとえば、人種の平等や極端な貧富の差の解消は、その一体性の意味することである。この概念のもう一つの発展は、統一された世界連邦の必要性であり、その実現を促すためのいくつかの実際的な提言は、普遍的な言語、標準的な経済と測定システム、普遍的な義務教育の制定、国家間の紛争を解決するための国際仲裁裁判所の設立を含む。世界平和の追求に関して、バハオラは世界を包含する集団安全保障の取り決めを規定した。
その他のバハイの社会的原則は、精神的な和合を中心に展開している。宗教は時代から時代へと進歩するものとみなされているが、より新しい啓示を認識するためには、伝統を捨て、独自にその啓示を探求しなければならない。バハイは宗教を和合の源として、宗教的偏見を破壊的なものとして捉えるように教えられている。科学はまた、真の宗教と調和するものと見なされている。バハオラとアブドル・バハは、戦争のない統一された世界の実現を呼びかけたが、彼らはまた、長期的には、恒久的な平和（最大平和）の確立と「圧倒的な堕落」の浄化には、物質文明を補完する精神的な美徳と倫理を持つ普遍的な信仰の下で世界の人々が和合することが必要であることを予期している。
1921年から1957年まで宗教の長であったショーギ・エフェンディは、バハオラの教えの際立った原則と考えられるものを以下のように要約し、『アグダスの書』の法と規定とともにバハイ信教の基盤を構成していると述べている。

迷信や伝統にとらわれず、真理を独自に探究すること。全人類の一体性、これが信教の極めて重要な原理であり基本的な教義であること。すべての宗教の基本的な一体性。宗教的、人種的、階級的、国家的など、いかなる形式であれ、あらゆる偏見を非難すること。宗教と科学の間に存在すべき調和。人類という鳥が飛翔するための両翼である男女の平等。義務教育の導入。世界共通の補助言語の採用。極端な貧富の差の廃止。国家間の紛争を裁くための世界裁判所の設置。奉仕の精神で行われる労働を崇拝の地位に高めること。人間社会を支配する原理としての正義と、すべての民族と国家を保護する防波堤としての宗教を称揚すること。そして、全人類の至高の目標としての恒久的かつ普遍的な平和の確立、これらが（バハオラの宣言した）本質的な要素として際立っている。
—。

### 聖約
バハイは和合を非常に重視する。バハオラは共同体をまとめ、意見の相違を解決するためのルールを明確に定めた。この枠組みの中で、個々の信者は聖典の「霊感を受けた」または「権威ある」解釈を提案することはできず、個人はバハイの聖典で確立された権威の系統を支持することに同意する。この実践により、バハイ共同体は統一され、深刻な分裂は避けられた。万国正義院は、バハイの間の意見の相違を解決する最終的な権威であり、十数件の分裂の試みは、すべて消滅するか、あるいは極めて小規模にとどまり、その試みに影響を受けた信者の数は合わせて数百人である。このような分裂の信奉する者は、聖約の破壊者とみなされ、敬遠される。

## 聖典
バハイ信教の正典は、バブ、バハオラ、アブドル・バハ、ショーギ・エフェンディ、万国正義院の著作と、アブドルバハが実際に発言された内容であることが認証された講話である。バブとバハオラによって書かれた書物は神の啓示とみなされ、アブドル・バハの書物と講話、ショーギ・エフェンディの著作は権威ある解釈とみなされ、万国正義院の著作は権威ある立法と説明とみなされる。これらのテキストはすべて、程度の差はあれ、神の導きのもとにあることを前提としている。
バハオラの最も重要な書物のいくつかは、個人と社会のための多くの法と実践を定義する:46『アグダスの書』（最も聖なる書）、バハイの信念の多くの基礎となった:137『ケタベ・イガン』（確信の書）、さらなる教義の基礎を含む『聖なる神秘の宝石』が含まれる。バハイの教えは社会的、倫理的な問題に強い重点を置いているが、多くの基礎となるテキストは神秘的であると説明されている。その表現が該当するテキストには『七つの谷と四つの谷』が含まれる。『七つの谷』はスーフィズムの信奉者に向けて書かれたもので、ペルシャのイスラム詩人アッタールのスタイルで、神に向かう魂の旅の段階を述べている。1906年に初めて英訳され、西側で最も早く入手可能なバハオラの本の一冊となった。『かくされたる言葉』は同時期にバハオラによって書かれたもう一冊の本で、バハオラが特定の精神的真理の基本的なエッセンスを取り出し、簡潔な形で書いたと述べる153の短い文章を含んでいる。

## 歴史
バハイ信教の始まりは、バブの宗教とそれに先立つシェイキ運動に遡る。バブは商人であり、1844年に自分が神からの新しい啓示の担い手であると教えを説き始めたが、イランのイスラム聖職者の大多数から拒絶され、異端の罪で公開処刑されるに至った。バブは神が間もなく新しい使徒を遣わすと説き、バハイはバハオラをその人物とみなしている。それらは別個の運動であるが、バブはバハイの神学と歴史に織り込まれており、バハイは彼を（バハオラ、アブドル・バハと共に）バハイ信教の三人の中心人物の一人と捉え、彼の誕生、死、宣言の日を聖なる日として祝う。また、バビ運動の歴史的記述（『夜明けを告げる人々』）は、すべてのバハイが「十分に習得」し、「何度も何度も」読むべき三冊の本のうちの一冊とされている。
バハイ共同体は、1892年のバハオラの死後まで、ほとんどがイランとオスマントルコ帝国に限定されており、その時点でアジアとアフリカの13か国に信者がいた。彼の息子であるアブドル・バハの指導の下、この宗教はヨーロッパとアメリカで足場を固め、イランで強化されたが、信教はそこで未だに激しい迫害に苦しんでいる。1921年のアブドル・バハの逝去は、バハイがその信教の「英雄時代」と呼ぶ時期の終焉を位置付けるものである。

### バブ
1844年5月22日の夜、シーラーズのセイェド・アリー＝ムハンマドが最初の改宗者を得、後にシーア派イスラム教のマハディーの地位を主張することにちなんで「バブ」(الباب「門」)と呼ばれるようになった。そのため、彼の信者はバビとして知られる。バブの教えが広まるにつれ、イスラム聖職者たちはバブの教えを冒涜的なものとみなし、バブの信者たちは迫害や拷問を受けるようになった。紛争は数か所でエスカレートし、国王軍による軍事包囲に発展した。バブ自身も投獄され、最終的には1850年に処刑された。
バハイは、バブがその書物で、「神が顕し給う御方」という概念を導入したことから、バブをバハイ信教の先駆者と見ている。「神が顕し給う御方」とは、バハイによれば、世界のすべての偉大な宗教の聖典でその到来が告げられ、バハイ信教の創始者であるバハオラが自らがその人であると主張するメシア的人物を指す。イスラエルのハイファにあるバブの廟は、バハイにとって重要な巡礼地である。バブの遺体は密かにイランから聖地に運ばれ、最終的にバハオラによって特別に指定された場所に建てられた墓に埋葬された。バブの書物は、バハオラの法と教えに取って代わられたものの、バハイによって霊感を受けた聖典と考えられている。バブの英語に翻訳された主な書物は、推定135の書物の中から、『Selections from the Writings of the Báb』（1976年）にまとめられている。

### バハオラ
ミルザ・ホセイン・アリ・ヌリはバブの初期からの信者の一人で、その後、バハオラという称号を名乗った。1852年8月、数人のバビが国王ナセル・アル＝ディン・シャー・カジャールを暗殺しようとしたが失敗した。国王はこれに対し、テヘランにいた約50人のバビの殺害と、場合によっては拷問を命じることで応じた。更なる流血は国中に広がり、10月までに数百人、12月末までに数万人が殺害されたことが当時の新聞に報道された。バハオラは暗殺未遂には関与していなかったが、4か月後にロシア大使によって釈放が手配されるまでテヘランに幽閉され、その後、バグダッドに亡命中の他のバビと合流した。
その後まもなくイランから追放され、オスマントルコ帝国のバグダッドに渡った。バグダッドでは、彼の指導力によってイランで迫害されていたバブの信者が再び活気を得たため、イラン当局は彼の追放を要請し、オスマントルコ帝国のスルタンからコンスタンティノープル（現在のイスタンブール）への召喚状が出された。1863年、バグダッドから追放された時、バハオラは家族と信者に初めて、自らが預言者であるということを発表した。このことはテヘランの地下牢にいた何年も前に自らに知らされたと彼は言った。イランから追放された当初から、バハオラの主張を認めないバビの指導者に任命されたスブ＝イ＝アザールとの間に緊張が高まっていた。その後の生涯を通じて、バハオラはほぼすべてのバビから忠誠を得るようになり、彼らはバハイとして知られるようになったが、バビ徒の残党はアザリとして知られるようになった。
コンスタンティノープルでの滞在は4か月に満たなかった。バハオラからの叱責の手紙を受け取ったオスマン・トルコ当局は彼を敵視し、アドリアノープル（現在のエディルネ）に軟禁し、1868年の勅令ですべてのバビがキプロスかアッカに追放されるまでの4年間、彼はそこに留まった。
バハオラが余生を過ごしたのは、現在のイスラエル、当時のオスマントルコ帝国の流刑地アッカ、またはその近くであった。当初は厳しく苛酷な監禁生活を送った後、公式にはまだ囚人であったものの、アッカ近郊の家に住むことを許された。1892年に同地で逝去。バハイはバージの彼の眠る場所を、毎日顔を向けて祈りを捧げるケブレとみなしている。
バハオラは生涯に18,000以上の書物をアラビア語とペルシャ語で著し、その内、英語に翻訳されているのはたった8%である。アドリアノープル滞在中に、教皇ピウス9世、ナポレオン3世、ヴィクトリア女王などを含む、世界の宗教的・世俗的な支配者に宛てた手紙の中で、神の使者としての使命を宣言し始めた。

### アブドル・バハ
アッバス・エフェンディはバハオラの長男で、アブドル・バハ（「バハのしもべ」）の称号で知られている。彼の父は、バハイ共同体の指導者としてアブドル・バハを任命する遺言を残した。アブドル・バハは父の長い亡命と投獄を共にし、1908年の青年トルコ革命の結果として自身が釈放されるまで、その境遇は続いた。釈放後、彼は旅をし、講演をし、教え、信者の共同体や個人との文通を続け、バハイ信教の原則を説く生活を送った。
2020年現在、アブドル・バハの言葉を含む38,000以上の文書が現存しており、その長さは様々である。これらの文書のうち、英語に翻訳されているのはごく一部である。よく知られているものには『聖なる文明の秘訣』、『質疑応答集』、『オーガスト・フォレルへの書簡』、『聖なる計画の書簡』、『ハーグへの書簡』などがある。さらに、西側諸国への旅の間に行われた彼の講演の記録が『パリ講話集』のような様々な本として出版された。

### ショーギ・エフェンディ
バハオラの『アグダスの書』（最も聖なる書）と『アブドル・バハの遺訓』は、バハイの行政秩序の基礎となる文書である。バハオラは選挙で選ばれた万国正義院を制定し、アブドル・バハは任命された世襲の守護者制度を制定し、二つの機構の関係を明確にした。アブドル・バハは遺言の中で、長男の孫であるショーギ・エフェンディをバハイ信教の最初の守護者に任命した。ショーギ・エフェンディは亡くなるまでの36年間、この宗教の長を務めた。
ショーギ・エフェンディは生涯を通して、バハイの文献を翻訳し、バハイ共同体を拡大するための世界的な計画を立て、バハイ世界センターを発展させ、世界中の共同体や個人と膨大な通信を行い、宗教の行政的構造を構築し、万国正義院の選出のために共同体を準備した。1957年11月4日、イギリスのロンドンにて短い闘病生活の後、後継者を指名することができない状況下で突然、死去した。
1937年、ショーギ・エフェンディは北米のバハイのための7年計画を開始し、1946年にも同様の計画を開始した。1953年、彼は最初の国際的な計画、10年聖戦を開始した。この計画には、バハイ共同体や組織の拡大、バハイの文献のいくつかの新しい言語への翻訳、以前は未開拓だった国々へのバハイのパイオニアの派遣など、非常に野心的な目標が含まれていた。彼は10年聖戦の間の書簡で、その集大成として1963年に選出された万国正義院の指示の下、他の計画が続くことを発表した。

### 万国正義院
1963年以来、万国正義院はバハイ信教の長として選出されている。この機構の一般的な機能は、バハオラの書物によって定義され、アブドル・バハとショーギ・エフェンディの書物で明確にされている。これらの機能には、ティーチングや教育、バハイの法の実施、社会問題への対処、弱者や貧しい人々への配慮などが含まれる。
1964年に始まった9年計画から始まり、万国正義院は、一連の複数年の国際計画を通してバハイ共同体の活動を指揮してきた。1964年に始まった9年計画から、バハイの指導者たちは宗教の拡大を続けるだけでなく、バハイの教えの知識を増やすという意味で、新しいメンバーを「強化」することを求めはじめた。この流れのなかで、1970年代には、コロンビアのバハイによって、週末から9日間までのバハイの信念に関する短期コースを提供するルヒ・インスティテュートが設立された。新しいバハイを体系的に「統合」することを目的とした関連するルヒ・ファウンデーションは1992年に登録され、1990年代後半以降、ルヒ・インスティチュートのコースは世界中でバハイ信教を教える最も有力な方法となっている。2013年までに世界中に300以上のバハイのトレーニング・インスティチュートがあり、10万人がコースに参加している。ルヒ・インスティテュートのコースは、他の活動の中でも、子どもやユースの精神的教育のためのクラスを自己組織化するために共同体を訓練する。現代のバハイ共同体に対して万国正義院が奨励している行動の追加的行程には、社会的行動と社会の一般的な論議への参加が含まれる。
毎年4月21日に、万国正義院は世界中のバハイ共同体にレズワン・メッセージを送り、その中でバハイ共同体は現在の発展に関する最新の状況を伝え、来る年のさらなるガイダンスを提供する。
地方、地域、国家レベルで、バハイは宗教の諸事を運営する9人の精神行政会のメンバーを選出する。また、教えを広め、共同体を保護する役目を実行するよう任命された個人が、地方および国際レベルを含む様々なレベルで働いている。後者は聖職者として奉仕するのではない。バハイ信教には聖職者はいないからである。万国正義院はバハイ信教の最高統治機関であり、その9人のメンバーは5年ごとにすべての全国精神行政会のメンバーによって選出される。21歳以上の男性バハイは誰でも万国正義院のメンバーに選出される資格があり、その他の役職は男女を問わない。
1968年にバハイとなり、2007年に亡くなったサモアのマリエトア・タヌマフィリ2世は、バハイ信教を受け入れた最初の国家元首である。

## 人口統計
2020年頃の時点で、世界には約800万人のバハイがいた。2013年、人口統計学の二人の学者が「バハイ信教は、過去100年間にすべての国連地域で一般人口よりも急速に成長した唯一の宗教であり、バハイはこのように1910年から2010年の間に最も急速に成長した宗教であり、ほぼすべての国連地域の人口の少なくとも2倍の速さで成長した」と書いている。
バハイ信者数の地域別で最も多いのはサハラ以南のアフリカ（29.9％）と南アジア（26.8％）で、東南アジア（12.7％）、ラテンアメリカ（12.2％）、北米（7.6％）と中東及び北アフリカ（6.2％）がこれに続く。最も少ないのはヨーロッパ（2.0％）、オストラレーシア（1.6％）、北東アジア（0.9％）である。2015年において、国際的に認知されている宗教として、イラン、パナマ、ベリーズ、ボリビア、ザンビア、パプアニューギニアでは第2位であり、チャド、ケニアでは第3位であった。
19世紀にバハイ信教が誕生してから1950年代まで、バハイの大部分はイランにおり、イラン以外からの改宗者は主にインドや西欧諸国にいた。1950年にはおよそ20万人のバハイがいたが、1980年代後半には400万人を超えるまでに成長し、国際的に広く分布している。2008年現在、イランには約11万人の信者がいる。20世紀後半の成長のほとんどは、個人の計画的な移住によって北米から種が蒔かれたものであった。しかし、イランや北米からの文化的な広がりというものではなく、2001年に社会学者のデイビッド B.バレットが書いたように、バハイ信教は「人種や国家を中心としない世界宗教」である。
しかし、その成長は平坦なものではない。1920年代後半から1980年代後半にかけて、この宗教はソ連主導の東欧圏で禁止され、信者は嫌がらせを受け、その後、1970年代から1990年代にかけて、サハラ以南のアフリカのいくつかの国でそれは再び起こった。最も激しい反対運動はイランと近隣のシーア派が多数を占める国々で起こっており、一部の学者、監視機関、人権団体によってジェノサイドの試みとみなされている。一方、他の時代や場所では、この宗教は急成長を遂げている。1989年、万国正義院はボリビア、バングラデシュ、ハイチ、インド、リベリア、ペルー、フィリピン、台湾を過去数十年で信者数が顕著に増加した国として挙げた。バハイの情報源は1991-1992年に「500万人以上」のバハイがいると主張した。しかし、2001年頃から万国正義院は、単に公認信者の人口や地方行政会の数よりも、むしろ活動のレベルに関する共同体の統計を優先している。
バハイはどの国でも人口の大多数を占めるわけではなく、ほとんどの場合、その国の総人口のごく一部を占めるに過ぎないため、過少報告の問題がある。さらに、独自の課題に直面している社会では、少数派の間で信者の密度が最も高い例もある。

## 社会的実践

### 勧告
以下は、バハオラの教えのなかから、信者に要求される、または奨励される個人的行動に関するいくつかの例である。
- 15歳以上のバハイは、決められた文言と形式に沿って、毎日、必須の祈りを個人的に唱える[118]。
- 日々の必須の祈りに加えて、バハイは毎日、祈り、瞑想し、聖典を学ぶ[119]。
- 成人バハイは、毎年、3月の日中に19日間の断食を行う。しかし、いくつかの例外がある[120]。
- バハイの埋葬には、土葬の際に特定の祈りを唱えるなど、特定の決まりがある。遺体に防腐処理を施すことや火葬は強く反対される[121]。
- バハイは、未返済の負債を返済した後、快適に暮らすために必要な額を超える富に対して19％の自発的な支払いをしなければならない。その支払いは万国正義院に行く[120]。

### 禁止
以下は、バハオラの教えで禁止または推奨されない、個人的な行為である。
- 陰口と噂話は禁止され、非難される[122]。
- 飲酒と、酒を売ることは禁止される[123]。
- 性交渉は夫と妻の間でのみ許されており、その結果、婚前、婚外、同性愛の性交渉はすべて禁じられている[124]（Homosexuality and the Baháʼí Faithも参照）。
- 党派政治への参加は禁止される[125]。
- 職業としての物乞いは禁じられている[126]。

祈りや断食のような個人的な法の遵守は、個人の責任である。しかし、公的に法を無視したり、著しく不道徳であったりする場合、バハイが行政的に共同体から追放されることがある。そのような追放は全国精神行政会によって管理され、交際を避けることを伴わない。
『アグダスの書』（最も聖なる書）の法のいくつかは、現時点でも適用されるが、放火や殺人に対する罰のような他の法は、主として、バハイ社会が存在することに依存している。居住国の民法に直接抵触しない場合、その法はすべてのバハイを拘束する。

### 結婚
バハイ信教における結婚の目的は、主に男女間の精神的な調和、親交、和合を育み、子を育てるための安定した、愛に満ちた環境を提供することである。結婚に関するバハイ信教の教えは、結婚を「幸福と救済のための砦」と呼び、結婚と家族を人間社会の構造の基礎として位置づけている。バハオラは結婚を高く賞賛し、離婚を戒め、結婚外での貞節を要求した。バハオラは夫と妻は互いの精神生活を向上させるよう努力すべきであると教えた。異なる人種での結婚もまた、バハイの聖典の中で高く賞賛されている。
結婚を考えているバハイは、結婚を決める前に相手の性格をよく理解するように求められている。親は子どものためにパートナーを選ぶべきではないが、いったん二人の個人が結婚することを決めたなら、すべての存命の生物学的両親の同意を得なければならない。この決まりに関して、両親がバハイであるかどうかは関係がない。バハイの結婚の儀式はシンプルであり、結婚式の唯一の義務的な部分は、二人の証人の立会いのもと、新郎と新婦の両方が、バハオラによって定められた結婚の誓いを読むことである。誓いは「まことに、私たちは神の御意志に従います」である。
トランスジェンダーの人々は、医学的に移行し、性転換手術を受けた場合、バハイ信教における自分の性の承認を得ることができる。性転換手術後、彼らは移行したとみなされ、バハイの結婚をすることができる。

### 仕事
バハオラは托鉢や禁欲的な生活を禁じている。修道院生活は禁じられており、バハイは有益な仕事に従事しながら精神的な実践をするよう教えられている。精神生活における自己努力と人類への奉仕の重要性は、バハオラの書物でさらに強調されており、人類への奉仕の精神でなされた仕事は、神の目において祈りや礼拝と同等の地位を享受すると述べている。

### 礼拝の場
現在、ほとんどの共同体におけるバハイの祈りの会は、人々の家やバハイ・センターで行われているが、いくつかの共同体では、バハイ礼拝堂（バハイ寺院としても知られている）が建てられている。バハイ礼拝堂は、バハイと非バハイの両方が神への帰依を表明できる場所である。それらはまた、マシュレゴウル・アズカル（アラビア語で「神の賛美の黎明の場」の意）という名で知られている。バハイ信教と他の宗教の聖典のみが内部で読まれたり唱えられたりすることができ、音楽に合わせた朗読や祈りが聖歌隊によって歌われることはあっても、内部で楽器を演奏することはできない。さらに、説教は行われず、儀式的な式典も行われない。
すべてのバハイ礼拝堂は、9つの側面（九角形）の形をしており、外へと続く9つの通路とそれらを囲む9つの庭がある。現在、8つの「大陸」のバハイ礼拝堂があり、いくつかの地方のバハイ礼拝堂が完成、または建設中である。バハイの書物はまた、まだどの礼拝堂もそこまでの発展を遂げてはいないが、バハイ礼拝堂が人道的、科学的、教育的な事柄に従事するための機構に囲まれている状態を想定している。

### 暦
バハイ暦は、バブによって制定された暦に基づいている。一年は19か月で構成され、各月が19日あり、4-5日の閏日が加わることで完全な一太陽年となる。バハイの新年は、ノウルーズと呼ばれる伝統的なイランの新年に対応し、断食の月の終わりに、3月21日付近の春分の日に起こる。バハイの月ごとに一度、19日ごとのフィーストと呼ばれるバハイ共同体の集まりがあり、これは三つのパートで構成される。第一に、祈りとバハイの聖典を読むという礼拝のパート、第二に、協議と共同体の問題について話し合うための行政的なパート、第三に、共同体が自由に交流するための社交的なパートである。
19の月のそれぞれは神の属性である名前が与えられており、いくつかの例にはバハ（栄光）、イルム（知識）、ジャマール（美）などがある。バハイの週は7日で構成され、週の各日も神の属性にちなんで命名されているという点でよく知られている。バハイは年間を通して11の聖日を記念しており、このうち9日は仕事が中断される。これらの日は信教の歴史における重要な記念日を記念している。

### シンボル

バハイ教で多用される九芒星のシンボル

この宗教のシンボルは、数値の9とともに、アラビア語のバハ（بهاء「輝き」または「栄光」）に由来する。この数字とバハオラの名前とのつながり、また9が最高の一桁であり、完全性を象徴することから、この宗教の最も一般的なシンボルは九芒星であり、バハイの礼拝堂の構造は九面である。九芒星はバハイの墓石によく刻まれている。
リングストーンのシンボルと最大名のカリグラフィーにもしばしば遭遇する。リングストーンのシンボルは、2つの五芒星からなり、その形は神、神の顕示者、人間の世界を想起させることを意味する様式化されたバハが散りばめられている。最も偉大な名は、ヤー・バハオル・アブハ（يا بهاء الأبهى 「おお、最も栄光ある御方の栄光よ！」）であり、バハイの礼拝堂や家庭によく見られる。

### 社会経済的発展
その創始以来、バハイ信教は女性に大きな自由を与えることから始まる社会経済的発展への関わりを持っていた。優先事項として女性教育の促進を公布し、その関与は学校、農業協同組合、診療所を作ることによって実践的な表現がなされた。
1983年10月20日付けの万国正義院からのメッセージが発表されたとき、信教は活動の新しい段階に入った。バハイは、バハイの教えと互換性のある、彼らが住んでいる共同体の社会的、経済的発展に関与することができる方法を模索するように促された。1979年には世界中で129のバハイの社会経済的発展プロジェクトが公式に認められた。1987年までに、公式に認められた発展プロジェクトの数は1482まで増加した。
現在の社会的行動の取り組みには、保健、衛生、教育、男女平等、芸術とメディア、農業、環境などの分野での活動が含まれる。教育プロジェクトには、村の個別指導の学校から大規模な中等学校までの学校と、いくつかの大学が含まれる。2017年までに、バハイ社会経済開発局は、40,000の小規模プロジェクト、1,400の持続的プロジェクト、135のバハイに発想を得た組織があると推定している。

### 国際連合
バハオラは、人類の集団的生活のこの時代における世界政府の必要性について書いている。この強調のため、国際的なバハイ共同体は、国際連盟や国連のような組織を通じて国際関係を改善する努力を支援することを選択したが、国連の現在の構造や憲法については若干の留保がある。バハイ国際共同体は、ハイファの万国正義院の指示の下にある機関であり、以下の組織との協議資格を持っている。
- 国連児童基金（ユニセフ）
- 国連女性開発基金（UNIFEM）
- 国連経済社会理事会（ECOSOC）
- 国連環境計画（UNEP）
- 世界保健機関（WHO）

バハイ国際共同体は、ニューヨークとジュネーブの国連に事務所を置き、アディスアベバ、バンコク、ナイロビ、ローマ、サンティアゴ、ウィーンにある国連地域委員会やその他の事務所に代表を派遣している。近年、国連事務所の一部として、環境事務所と女性の地位向上のための事務所が設立された。バハイ信教はまた、他のさまざまな国連機関と共同開発プログラムを実施している。2000年の国連ミレニアム・フォーラムでは、あるバハイがサミット中の唯一の非政府スピーカーの一人として招待された。

## 迫害
バハイたちは、イスラム教の指導者たちがバハイ信教を独立した宗教として認めず、むしろイスラム教からの背教としてみなしている、イスラム教が多数を占める国々で迫害され続けている。最も深刻な迫害はイランで起こっており、1978年から1998年の間に200人以上のバハイが処刑された。バハイの権利はエジプト、アフガニスタン、インドネシア、イラク、モロッコ、イエメン、サハラ以南のアフリカのいくつかの国を含む、他の多くの国で（程度の差はあれ）制限されている。

### イラン
バハイに対する最も永続的な迫害は、この宗教の発祥地であるイランである。バブが多くの信者を引き付け始めたとき、聖職者はその信者が神の敵であると述べることによって運動の広がりを止めることを望んだ。これらの聖職者の指示は、バブの信者に対する暴徒の攻撃と公開処刑につながった。20世紀に入ってから、個々のバハイを対象とした弾圧に加えて、バハイの共同体全体とその機構を対象とした、中央から指示されたキャンペーンが開始された。1903年にヤズドで起きた一件では、100人以上のバハイが殺された。テヘランのタルビヤート少年少女学校などのバハイ学校は1930年代と1940年代に閉鎖され、バハイの結婚は認められず、バハイのテキストは検閲された。
モハマド・レザー・パフラヴィーの治世の間、イランの経済的困難と成長する民族主義運動から注意をそらすために、バハイに対する迫害キャンペーンが開始された。承認され、調整された反バハイ・キャンペーン（バハイに対する国民の激怒を煽るためのもの）は1955年に開始され、それは国営ラジオ局と公式新聞で反バハイのプロパガンダを広めることを含んでいた。ムッラ・ムハンマド・タギ・ファルサフィが始めたこのキャンペーンで、テヘランのバハイ・センターは、テヘラン軍総督テイムール・バフティアール将軍の命令で取り壊された。1970年代後半になると、シャー政権は親欧米派であるという批判から一貫して正統性を失っていった。反シャー運動が地歩を固め、支持を得るにつれ、シャーの顧問の何人かがバハイであると主張する革命的プロパガンダが広まった。バハイが経済的脅威、イスラエルと西洋の支持者として描かれ、バハイに対する社会的敵意が高まった。
1979年のイスラム革命以来、イランのバハイたちは定期的に家を荒らされたり、大学への通学や政府の仕事に就くことを禁止されており、数百人が宗教的信条のために（最近ではスタディサークルへ参加したために）実刑判決を受けている。バハイの墓地は冒涜され、不動産は差し押さえられ、時には取り壊されることもある。その対象となった不動産には、バハオラの父であるミルザ・ボゾルグの家も含まれている。バハイが巡礼を行う三つの場所の一つであるシラーズのバブの家は二度、破壊されている。2018年5月、イラン当局は若い女子学生を、彼女がバハイであることを理由にイスファハーンの大学から追放した。2018年3月、さらに二人のバハイの学生が、彼らが信仰している宗教を理由にザンジャーンとギランの都市にある大学から追放された。
米国のパネルによると、イランにおけるバハイへの攻撃は、マフムード・アフマディネジャド大統領の下で増加した。国連人権委員会は、イラン軍司令部から発された、バハイを特定し、その活動を監視するようメンバーに命じる2005年10月付の極秘書簡を明らかにした。これらの行動により、国連人権委員会の特別報告者は2006年3月20日、次のように述べた。「このような監視の結果得られた情報が、国際基準に反して、バハイ信教のメンバーに対する迫害や差別を強める根拠として使われることにも懸念を表明する。特別報告者は、この最新の進展が、イランにおける宗教的少数派に関する状況が実際に悪化していることを示していることを懸念している」。
2008年5月14日、イランのバハイ共同体の活動を調整する、「フレンズ」として知られる現地の指導層である非公式団体のメンバーが逮捕され、エヴィン刑務所に連行された。フレンズの裁判は何度か延期されたが、2010年1月12日にようやく開始された。他の傍聴者は法廷に入ることは許されなかった。2年間、被告との接見を最小限に抑えてきた弁護団でさえ、法廷に入るのは困難であった。米国の国際信教の自由委員会の委員長は、政府はすでに裁判の結果を決めており、国際人権法に違反しているようだと述べた。さらに裁判は2010年2月7日、2010年4月12日、2010年6月12日にも開かれた。2010年8月11日、裁判の判決は7人の受刑者それぞれに対して禁固20年であったことが明らかになり、これはその後10年へと引き下げられた。判決後、彼らはゴハルダシュト刑務所に移送された。2011年3月、判決は元の20年に戻された。2010年1月3日、イラン当局はさらに10人の未成年バハイのメンバーを拘束し、その中には2008年以来投獄されている7人のバハイの指導者の一人であるジャマロッディーン・カンジャニの孫娘レヴァ・カンジャニが含まれていると報じられ、当局は2月に彼の息子であるニキ・カンジャニを逮捕した。
イラン政府は、バハイ信教は宗教ではなく、政治的組織であると主張しており、それゆえ少数派の宗教として認めることを拒否している。しかし、政府はバハイ共同体に対する自らの主張を裏付ける説得力ある証拠を提示したことはない。イラン政府はまた、バハイ信教がシオニズムと関連していると非難している。バハイに対するこれらの非難は歴史的事実の根拠を欠いているようであり、バハイを「スケープゴート」として利用するためにイラン政府が作り出したものだと主張する者もいる。
2019年、イラン政府はバハイがイラン国家に合法的に登録することを不可能にした。イランにおける国民IDカードの申請には、「その他の宗教」という選択肢が含まれなくなり、事実上、バハイ信教は国家に承認されなくなった。

### エジプト
1920年代、エジプトの宗教裁判は、バハイの「法、原則、信念」の性質により、バハイ信教をイスラム教から完全に分離し独立した新しい宗教として認めた。バハイの機構や共同体の活動は、1960年以来、エジプトの法律では違法とされている。バハイ・センター、図書館、墓地など、バハイ共同体の財産はすべて政府に没収され、バハイを背教でもって告発するファトワーが発行されている。
エジプトIDカード論争は、1990年代に政府が身分証明書の電子処理を近代化したときに始まり、文書にはその人の宗教をムスリム、キリスト教徒、ユダヤ教徒（政府によって公式に認められている、三つの宗教）のいずれかとして記載しなければならないという事実上の要件が導入された。その結果、バハイは、バハイの宗教原則に抵触する、自らが信仰する宗教を偽るということをしない限り、自国での権利行使に必要な政府の身分証明書（国民IDカード、出生証明書、死亡証明書、結婚・離婚証明書、パスポートなど）を取得することができなくなった。文書がなければ、雇用、教育、病院での治療、国外への旅行、投票において、その他さまざまな困難があった。バハイに有利な判決に至る長引く法的プロセスを経て、2009年4月14日、エジプト内務大臣は、イスラム教徒、キリスト教徒、ユダヤ教徒ではないエジプト人が、三つの公認宗教のうちの一つの代わりにダッシュを記載した身分証明書を取得できるように法律を改正する法令を発表した。最初の身分証明書は2009年8月8日に新しい法令に基づいて2人のバハイに発行された。